# Mehanika čvrstih tela
Mehanika čvrstih tela je grana mehanike kontinuuma koja proučava ponašanje čvrstih materijala, naročito njihovo kretanje i deformaciju pod dejstvom sila, temperaturnih promena, promena faza i drugih spoljnih ili unutrašnjih agenasa.
Mehanika čvrstih tela je osnova građevinskog, vazduhoplovnog, nuklearnog, biomedicinskog i mašinskog inženjerstva, geologije i mnogih grane fizike, kao što je nauka o materijalima. Ona ima specifične primene u mnogim drugim oblastima, kao što su razumevanje anatomije živih bića i dizajn zubnih proteza i hirurških implantata. Jedna od najčešćih praktičnih primena čvrste mehanike je jednačina grede Ojler-Bernulija. Mehanika čvrstih tela ekstenzivno koristi tenzore za opisivanje stresa, naprezanja i odnosa između njih.
Mehanika čvrstih materijala je široka tema zbog širokog raspona dostupnih čvrstih materijala, kao što su čelik, drvo, beton, biološki materijali, tekstil, geološki materijali i plastike.

## Fundamentalni aspekti
Čvrsta supstanca je materijal koji može podržati znatnu količinu sile smicanja tokom date vremenske skale usled prirodnog ili industrijskog procesa ili akcije. Po tome se razlikuje čvrsta supstanca od tečnosti, jer tečnosti takođe podržavaju normalne sile, što su one sile koje su usmerene normalno na ravan materijala na koji deluju, a normalno naprezanje je normalna sila po jedinici površine te materijalne ravni. Sile smicanja za razliku od normalnih sila deluju paralelno a ne normalno na materijalnu ravninu, a sila smicanja po jedinici površine naziva se smicajnim naponom.
Zbog toga, mehanika čvrstih tela ispituje smicalni napon, deformaciju i neispravnosti čvrstih materijala i struktura.
Najčešće teme koje pokriva mehanika čvrstih tela obuhvataju:
1. stabilnost struktura - ispitivanje da li se strukture mogu vratiti u zadatu ravnotežu nakon poremećaja ili delimičnog/potpunog kolapsa
2. dinamički sistemi i haos - bavi se mehaničkim sistemima koji su veoma osetljivi na njihov početni položaj
3. termomehanika - analiza materijala modelima izvedenim iz termodinamičkih principa[3]
4. biomehanika - mehanika čvrstih materijala primenjena na biološke materijale npr. kosti, tkivo srca
5. geomehanika - mehanika čvrstih materijala primenjena na geološke materijale npr. led, tlo, stene
6. vibracije čvrstih tela i struktura - ispitivanje propagacije vibracija i talasa iz vibrirajućih čestica i struktura, tj. vitalno je u mehaničkom, građevinskom, rudarskom, aeronautičkom, pomorskom/morskom, vazduhoplovnom inženjerstvu
7. mehanika preloma i oštećenja - bavi se mehanikom rasta pukotina u čvrstim materijalima
8. kompozitni materijali - mehanika čvrstih materijala primenjenja na materijale napravljene od više od jednog jedinjenja npr. armirana plastika, armirani beton, stakloplastika
9. varijacione formulacije i računarska mehanika - numerička rešenja matematičkih jednačina koje se javljaju u raznim granama mehanike čvrstih materijala, npr. metod konačnih elemenata (FEM)
10. eksperimentalna mehanika - dezajn i analiza eksperimentalnih metoda radi ispitivanja ponašanja čvrstih materijala i građevina

## Responsni modeli
Materijal ima dati oblik pri odmoru. Pri primeni stresa se njegov oblik menja. Količina odstupanja od oblika mirovanja naziva se deformacija, proporcija deformacije u odnosu na originalnu veličinu naziva se naprezanje. Ako je primenjeni stres dovoljno nizak (ili je nametnuto naprezanje dovoljno malo), skoro svi čvrsti materijali ponašaju se tako da je naprezanje proporcionalno stresu; koeficijent proporcije naziva se modulom elastičnosti. Ovo područje deformacije poznato je kao linearno elastično područje.
Analitičari u čvrstoj mehanici najčešće koriste linearne modele materijala, zbog lakoće izračunavanja. Međutim, realni materijali često pokazuju nelinearno ponašanje. Kako se koriste novi materijali i stari guraju do njihovih granica, nelinearni modeli materijala postaju sve češći.
Ovo su osnovni modeli koji opisuju kako čvrsta supstanca reaguje na primenjeni stres:
1. Elastičnost – Kada se ukloni primenjeni stres, materijal se vraća u svoje nedeformisano stanje. Linearno elastični materijali, oni koji se deformišu proporcionalno primenjenom opterećenju, mogu se opisati jednačinama linearne elastičnosti kao što je Hukov zakon.
2. Viskoelastičnost – To su materijali koji se ponašaju elastično, ali takođe imaju prigušenje: kada se napon primeni i ukloni, rad se mora izvršiti protiv efekata prigušivanja i pretvara se u toplotu unutar materijala, što rezultira histereznom petljom na krivoj napona i naprezanja. Ovo implicira da je odgovor materijala vremenski zavistan.
3. Plastičnost – Materijali koji se ponašaju elastično uglavnom to čine kada je primenjeni napon manji vrednosti popuštanja. Kada je napon premaši tu granicu, materijal se ponaša plastično i ne vraća se u prethodno stanje. Odnosno, deformacije koja nastaju nakon popuštanja su trajne.
4. Viskoplastičnost - Kombinuje teorije viskoelastičnosti i plastičnosti, što je primenljivo na meterijale kao što su gelovi i blato.
5. Termoelastičnost - Postoji sprezanje mehaničkih i toplotnih responsa. Generalno, termoelastičnost se odnosi na elastične čvrste materije u uslovima koje nisu ni izotermalni, ni adijabatski. Najjednostavnija teorija obuhvata Furijeov zakon provođenja toplote, za razliku od naprednijih teorija sa fizički realnijim modelima.

## Hronologija
- 1452–1519 Leonardo da Vinči je napravio mnoge doprinose
- 1638: Galileo Galilej je objavio knjigu „Dve nove nauke” u kojoj je ispitao lomove jednostavnih struktura

- 1660: Robert Huk je definisao Hukov zakon
- 1687: Isak Njutn je objavio „Matematičke principe prirodne filozofije” koji sadrže Njutnove zakone kretanja

- 1750: Ojler–Bernulijeva jednačina grede
- 1700–1782: Danijel Bernuli je uveo princip virtualnog rada
- 1707–1783: Leonard Ojler je razvio teoriju izvijanja stuba

- 1826: Klod Luj Navje je objavio raspravu o elastičnom ponašanju struktura
- 1873: Karlo Alberto Kaztiljijano je prezentirao svoju disertaciju s naslovom „Intorno ai sistemi elastici”, koja sadrži njegovu teoremu za izračunavanje pomicanja kao parcijalnog derivata energije naprezanja. Ova teorema uključuje metod najmanjeg rada kao poseban slučaj.
- 1874: Oto Mor je formalizovao ideju statički neodređene strukture.
- 1922: Timošenko koriguje Ojler–Bernulijevu jednačinu grede
- 1936: Hardi Krosova publikacija o metodu momenta raspodele je važna inovacija dizajna neprekidnih okvira.
- 1941: Aleksander Hrenikof je rešio problem diskretizacije elastičnosti ravni koristeći okvir rešetke
- 1942: R. Kurant je podelio domen u konačne podregione
- 1956: J. Terner, R. V. Klof, H. C. Martin, i L. J. Top su objavili publikaciju o „Čvrstoća i deflekciji složenih konstrukcija” u kojoj su uveli termin „metod konačnog elementa”. Ovaj rad je široko priznat kao prvi sveobuhvatni tretman metoda u obliku koji se dana koristi.

## Literatura
- L.D. Landau, E.M. Lifshitz, Course of Theoretical Physics: Theory of Elasticity. ISBN 0-7506-2633-X. Butterworth-Heinemann,
- J.E. Marsden, T.J. Hughes, Mathematical Foundations of Elasticity. ISBN 0-486-67865-2., Dover,
- P.C. Chou, N. J. Pagano, Elasticity: Tensor, Dyadic, and Engineering Approaches. ISBN 0-486-66958-0., Dover,
- R.W. Ogden, "Non-linear Elastic Deformation", Dover,  0-486-69648-0
- S. Timoshenko and J.N. Goodier," Theory of elasticity", 3d ed., New York, McGraw-Hill, 1970.
- A.I. Lurie, "Theory of Elasticity", Springer, 1999.
- L.B. Freund, "Dynamic Fracture Mechanics", Cambridge University Press, 1990.
- R. Hill, "The Mathematical Theory of Plasticity", Oxford University, 1950.
- J. Lubliner, "Plasticity Theory", Macmillan Publishing Company, 1990.
- J. Ignaczak, M. Ostoja-Starzewski, "Thermoelasticity with Finite Wave Speeds," Oxford University Press, 2010.
- D. Bigoni, "Nonlinear Solid Mechanics: Bifurcation Theory and Material Instability," Cambridge University Press, 2012.
- Y. C. Fung, Pin Tong and Xiaohong Chen, "Classical and Computational Solid Mechanics", 2nd Edition, World Scientific Publishing. . 2017. ISBN 978-981-4713-64-1. Недостаје или је празан параметар |title= (помоћ)
- J.P. Den Hartog, Strength of Materials, Dover, New York, 1949.
- F.P. Beer, E.R. Johnston, J.T. DeWolf, Mechanics of Materials, McGraw-Hill, New York, 1981.
- S.P. Timoshenko, History of Strength of Materials, Dover, New York, 1953
- J.E. Gordon, The New Science of Strong Materials, Princeton, 1984.
- H. Petroski, To Engineer Is Human, St. Martins, 1985.
- T.A. McMahon and J.T. Bonner, On Size and Life, Scientific American Library, W.H. Freeman, 1983.
- M. F. Ashby, Materials Selection in Design, Pergamon, 1992.
- A.H. Cottrell, Mechanical Properties of Matter, Wiley, New York, 1964.
- S.A. Wainwright, W.D. Biggs, J.D. Organisms, Edward Arnold, 1976.
- S. Vogel, Comparative Biomechanics, Princeton, 2003.
- J. Howard, Mechanics of Motor Proteins and the Cytoskeleton, Sinauer Associates, 2001.
- J.L. Meriam, L.G. Kraige. Engineering Mechanics Volume 2: Dynamics, John Wiley & Sons., New York, 1986.
- J.L. Meriam, L.G. Kraige. Engineering Mechanics Volume 1: Statics, John Wiley & Sons., New York, 1986.
- Batra, R. C. (2006). Elements of Continuum Mechanics. Reston, VA: AIAA.
- Bertram, Albrecht (2012). Elasticity and Plasticity of Large Deformations - An Introduction (Third изд.). Springer. ISBN 978-3-642-24615-9. doi:10.1007/978-3-642-24615-9.
- Chandramouli, P.N (2014). Continuum Mechanics. Yes Dee Publishing Pvt Ltd. ISBN 9789380381398. Архивирано из оригинала 04. 08. 2018. г. Приступљено 09. 06. 2020.
- Eringen, A. Cemal (1980). Mechanics of Continua (2nd изд.). Krieger Pub Co. ISBN 978-0-88275-663-9.
- Chen, Youping; James D. Lee; Azim Eskandarian (2009). Meshless Methods in Solid Mechanics (First изд.). Springer New York. ISBN 978-1-4419-2148-2.
- Dill, Ellis Harold (2006). Continuum Mechanics: Elasticity, Plasticity, Viscoelasticity. Germany: CRC Press. ISBN 978-0-8493-9779-0.
- Dimitrienko, Yuriy (2011). Nonlinear Continuum Mechanics and Large Inelastic Deformations. Germany: Springer. ISBN 978-94-007-0033-8.
- Hutter, Kolumban; Klaus Jöhnk (2004). Continuum Methods of Physical Modeling. Germany: Springer. ISBN 978-3-540-20619-4.
- Fung, Y. C. (1977). A First Course in Continuum Mechanics (2nd изд.). Prentice-Hall, Inc. ISBN 978-0-13-318311-5.
- Gurtin, M. E. (1981). An Introduction to Continuum Mechanics. New York: Academic Press.
- Lai, W. Michael; David Rubin; Erhard Krempl (1996). Introduction to Continuum Mechanics (3rd изд.). Elsevier, Inc. ISBN 978-0-7506-2894-5. Архивирано из оригинала 2009-02-06. г.
- Lubarda, Vlado A. (2001). Elastoplasticity Theory. CRC Press. ISBN 978-0-8493-1138-3.
- Lubliner, Jacob (2008). Plasticity Theory (Revised Edition) (PDF). Dover Publications. ISBN 978-0-486-46290-5. Архивирано из оригинала (PDF) 2010-03-31. г.
- Malvern, Lawrence E. (1969). Introduction to the mechanics of a continuous medium. New Jersey: Prentice-Hall, Inc.
- Mase, George E. (1970). Continuum Mechanics. McGraw-Hill Professional. ISBN 978-0-07-040663-6.
- Mase, G. Thomas; George E. Mase (1999). Continuum Mechanics for Engineers (Second изд.). CRC Press. ISBN 978-0-8493-1855-9.
- Maugin, G. A. (1999). The Thermomechanics of Nonlinear Irreversible Behaviors: An Introduction. Singapore: World Scientific.
- Nemat-Nasser, Sia (2006). Plasticity: A Treatise on Finite Deformation of Heterogeneous Inelastic Materials. Cambridge: Cambridge University Press. ISBN 978-0-521-83979-2.
- Ostoja-Starzewski, Martin (2008). Microstructural Randomness and Scaling in Mechanics of Materials. Boca Raton, FL: Chapman & Hall/CRC Press. ISBN 978-1-58488-417-0.
- Rees, David (2006). Basic Engineering Plasticity - An Introduction with Engineering and Manufacturing Applications. Butterworth-Heinemann. ISBN 978-0-7506-8025-7.
- Wright, T. W. (2002). The Physics and Mathematics of Adiabatic Shear Bands. Cambridge, UK: Cambridge University Press.